# Halimede (vệ tinh)
Halimede (/ hælɪˈmiːdiː / HAL-i-MEE-dee; tiếng Hy Lạp: Αλιμήδη), hay Neptune IX, là một vệ tinh dị hình đi ngược hướng quay của Sao Hải Vương. Nó được phát hiện bởi Matthew J. Holman, John J. Kavelaars, Tommy Grav, Wesley C. Fraser và Dan Milisavljevic vào ngày 14 tháng 8 năm 2002.

## Quỹ đạo
Halimede có quỹ đạo lệch tâm thứ hai và nghiêng thứ ba quanh Sao Hải Vương. Điều này được minh họa trên sơ đồ liên quan đến các vệ tinh dị hình khác của Sao Hải Vương. Các vệ tinh phía trên trục hoành là thuận hành, các vệ tinh bên dưới là nghịch hành. Các đoạn màu vàng kéo dài từ màng ngoài tim đến đỉnh, cho thấy sự lệch tâm.

## Đặc điểm vật lý
Halimede có đường kính khoảng 62 km (bằng giả sử một suất phản chiếu là 0,04) và xuất hiện màu trung tính (màu xám) trong ánh sáng khả kiến. Với màu sắc rất giống với vệ tinh của Nereid cùng với xác suất va chạm cao (41%) trong vòng đời trước của Hệ Mặt trời, người ta cho rằng vệ tinh có thể là một mảnh vỡ của Nereid.

## Đặt tên và đánh số
Halimede, giống như nhiều vệ tinh bên ngoài của Sao Hải Vương, được đặt theo tên của một trong những Nereid, năm mươi cô con gái của Nereus và Doris. Trước khi công bố tên của nó vào ngày 3 tháng 2 năm 2007 (IAUC 8802), Halimede đã được biết đến với tên gọi tạm thời S/2002 N 1.